# Giovani Yule
Rangel Giovani Yule Zape (5 de mayo de 1968, Caloto, Cauca, Colombia) es un psicólogo, sociólogo, político, líder indígena, líder social, defensor de los derechos humanos y activista colombiano. Fue designado por el presidente electo Gustavo Petro como el director de la Unidad de Restitución de Tierras el 19 de julio de 2022.

## Biografía
Yule Zape nació en la vereda Campo Alto Alegre del resguardo Huellas Caloto en el Norte del Cauca. Realizó sus primeros dos años de estudios de primaria en la Escuela Veredal de su vereda natal. Posteriormente, su familia se mudó al municipio de Silvia donde finalizó la primaria.
Cursó sus estudios de bachillerato en el colegio Escipión Jaramillo de Caloto y se graduó como bachiller en el Instituto Técnico de Santander de Quilichao.
Fue designado como gobernador suplente en su resguardo en 1997. En 1998 su comunidad indígena lo nombró gobernador del territorio ancestral de Huellas de Caloto. Entre su trayectoria figura haber sido vocero de la Minga Indígena Social y Cultural hasta 2006. En 2008 fue nombrado coordinador del Consejo Regional Indígena del Cauca.
Yule es psicólogo y sociólogo de la Universidad Nacional Abierta y a Distancia y es especialista en Derecho Administrativo de la Universidad Santiago de Cali.
Fue consejero mayor del Consejo Regional Indígena del Cauca (CRIC) y de la Asociación de Cabildos Indígenas del Cauca (ACIN) hasta 2010, siendo ese el año en el que se afilió al Movimiento MAIS. En 2011, se convirtió en el representante legal de la Asociación Indígena del Cauca (AIC-EPS-I). En 2014 se convirtió en Gestor de Paz en el capítulo étnico de los Acuerdos de Paz entre el gobierno colombiano y las FARC-EP, en 2015. Fue nombrado gobernador del resguardo Huellas de Caloto en 2015 y ejerció el cargo hasta 2016. Actualmente, es el consejero mayor del CRIC. Fue reconocido por la Unesco como "Maestro de la Sabiduría" en 2020.
Fue uno de los principales líderes sociales durante el Paro Nacional en Colombia en el 2021, llegando a formar parte del Comité Nacional de Paro y de una movilización multitudinaria de su comunidad que se desplazó a ciudades como Cali, Popayán y Bogotá.